# Josef Bican
Josef "Pepi" Bican (n. 25 septembrie 1913 – d. 12 decembrie 2001) a fost un fotbalist ceh care a jucat pe postul de atacant. RSSSF estimează că Bican a marcat mai mult de 950 goluri în toate meciurile oficiale, ceea ce îl face cel mai eficient fotbalist din toate timpurile, cu o rată mare de goluri marcate pe meci. A jucat pentru opt echipe de club, marcând pentru șase dintre ele mai mult de un gol pe meci. Federația Internațională de Istorie și Statistică a Fotbalului i-a acordat „Balonul de Aur” pentru cel mai bun marcator din secolul XX.